# Acacia cineraria
Acacia cineraria é uma espécie de leguminosa do gênero Acacia, pertencente à família Fabaceae.